# P2RX4
P2RX4 (англ. Purinergic receptor P2X 4) – білок, який кодується однойменним геном, розташованим у людей на короткому плечі 12-ї хромосоми. Довжина поліпептидного ланцюга білка становить 388 амінокислот, а молекулярна маса — 43 369.
| 10         |  | 20         |  | 30         |  | 40         |  | 50         |
| ---------- |  | ---------- |  | ---------- |  | ---------- |  | ---------- |
| MAGCCAALAA |  | FLFEYDTPRI |  | VLIRSRKVGL |  | MNRAVQLLIL |  | AYVIGWVFVW |
| EKGYQETDSV |  | VSSVTTKVKG |  | VAVTNTSKLG |  | FRIWDVADYV |  | IPAQEENSLF |
| VMTNVILTMN |  | QTQGLCPEIP |  | DATTVCKSDA |  | SCTAGSAGTH |  | SNGVSTGRCV |
| AFNGSVKTCE |  | VAAWCPVEDD |  | THVPQPAFLK |  | AAENFTLLVK |  | NNIWYPKFNF |
| SKRNILPNIT |  | TTYLKSCIYD |  | AKTDPFCPIF |  | RLGKIVENAG |  | HSFQDMAVEG |
| GIMGIQVNWD |  | CNLDRAASLC |  | LPRYSFRRLD |  | TRDVEHNVSP |  | GYNFRFAKYY |
| RDLAGNEQRT |  | LIKAYGIRFD |  | IIVFGKAGKF |  | DIIPTMINIG |  | SGLALLGMAT |
| VLCDIIVLYC |  | MKKRLYYREK |  | KYKYVEDYEQ |  | GLASELDQ   |  |            |

A: Аланін

C: Цистеїн

D: Аспарагінова кислота

E: Глутамінова кислота

F: Фенілаланін

G: Гліцин

H: Гістидин

I: Ізолейцин

K: Лізин

L: Лейцин

M: Метіонін

N: Аспарагін

P: Пролін

Q: Глутамін

R: Аргінін

S: Серин

T: Треонін

V: Валін

W: Триптофан

Кодований геном білок за функціями належить до рецепторів, іонних каналів. 
Задіяний у таких біологічних процесах, як транспорт іонів, транспорт, альтернативний сплайсинг. 
Локалізований у мембрані.